# Zeche Isabella
Die Zeche Isabella ist ein ehemaliges Steinkohlenbergwerk in Bochum-Laer. Das Bergwerk war auch unter den Namen Zeche Isabelle, Zeche Isabella Erbstollen und Zeche Isabella & Stolln bekannt. Das Bergwerk gehörte zum Märkischen Bergamtsbezirk.

## Geschichte

### Die Anfänge
Im Jahr 1781 wurde eine Mutung auf das Grubenfeld Unverzagt beim Bergamt eingelegt. Im Jahr 1783 wurde eine weitere Mutung, diesmal auf den Isabelle-Erbstolln, eingelegt. Am 6. März des Jahres 1790 wurden das Erbstollenrecht und ein Längenfeld verliehen. Ab dem Jahr 1791 war das Bergwerk in Betrieb, jedoch wurde es bereits vor dem Jahr 1796 wieder stillgelegt. Im Juli des Jahres 1833 wurde der Erbstollen angelegt, das Stollenmundloch befand sich 120 Meter westlich von Haus Laer. Im darauffolgenden Jahr wurde der Stollen in Richtung Nordwesten aufgefahren. Die Endlänge des Erbstollens betrug mindestens 1000 Meter. Nach der Auffahrung wurde mit dem Abbau begonnen. In der darauffolgenden Zeit war der Stollen jedoch nur unregelmäßig in Betrieb. Da die Lagerstätte geologisch gestört war, erfolgte ab dem Jahr 1837 der Abbau der aufgeschlossenen Flöze nur sehr unregelmäßig. Am 15. August des Jahres 1837 wurde das Bergwerk stillgelegt und ab dem Jahr 1838 in Fristen gelegt. Im Jahr 1844 war das Bergwerk weiterhin in Fristen. Im Jahr 1846 wurde eine Vereinbarung zum weiteren Abbau der Lagerstätte geschlossen, der weitere Abbau erfolgte nun durch den Dannenbaum-Erbstollen. Am 29. Dezember des Jahres 1848 wurden die Geviertfelder Isabelle A und Isabelle B als Beilehn verliehen. Die Berechtsame umfasste danach 1,6 km2.

### Die weiteren Jahre
Im Jahr 1850 ging der Schacht Louise in Betrieb. Es wurde ein 250 Lachter langer Schienenweg zur Bochum-Crengeldanzer Chaussee erstellt. Im Bereich dieser Chaussee befand sich eine in Betrieb befindliche Kokerei, für die die Kohlen bestimmt waren. In den Jahren 1850 und 1851 wurden an die Zeche einige Eisensteinfelder verliehen. Im Anschluss an die Verleihung wurde eine Zeitlang Kohleneisenstein abgebaut. Im Jahr 1851 wurde der Abbau der Kohlenlagerstätte durch den Dannenberg-Erbstollen eingestellt. Grund hierfür waren die schlechten Lagerstättenverhältnisse. Im Jahr 1855 wurde der Stollen 250¾ Lachter in nördlicher Richtung aufgefahren. Im selben Jahr waren die Haspelschächte Louise I und Louise II in Betrieb. Louise I hatte eine Teufe von 15 Lachter und Louise II hatte eine Teufe von 16¾ Lachter. Für den Abbau standen zu diesem Zeitpunkt 14 Fettkohlenflöze zur Verfügung. Die Mächtigkeit dieser Flöze lag zwischen 16 und 38 Zoll. Das Bergwerk gehörte zu dieser Zeit zum Geschworenenrevier Bochum. Im Jahr 1857 wurde der Betrieb oberhalb der Stollensohle wieder aufgenommen. Für das Jahr 1860 war der Übergang zum Tiefbau geplant, dieser Plan wurde jedoch nicht umgesetzt. Im Jahr 1861 wurde der nördliche Querschlag auf der östlichen Seite der Hauptverwerfung um 37 Lachter weiter aufgefahren. Der Abbau erfolgte in den Flözen No. 34, 35, 41, 42, 44 und 46. Das Bergwerk gehörte zu dieser Zeit zum Bergrevier Dahlhausen. Im Jahr 1868 wurde die Zeche Isabella endgültig stillgelegt, das Grubenfeld wurde von der Zeche Dannenbaum erworben. Im Nachhinein kam es zur Konsolidation. In den Jahren 1875 und 1879 wurde die Zeche Isabella noch einmal in den Unterlagen erwähnt, jedoch wurden keinerlei Angaben über irgendwelche Aktivitäten getätigt.

## Förderung und Belegschaft
Die ersten Förderzahlen stammen aus dem Jahr 1834, es wurden 10.836 Scheffel Steinkohle gefördert. Im Jahr darauf sank die Förderung auf 3444 Scheffel Steinkohle. Im Jahr 1837 wurden 3053¾ preußische Tonnen Steinkohle gefördert. Die ersten Belegschaftszahlen stammen aus dem Jahr 1846, es waren zwischen neun und 19 Bergleute auf der Zeche beschäftigt. Mit dieser Belegschaft wurden 10.698 Scheffel Steinkohle gefördert. Im Jahr 1855 wurden mit 40 Bergleuten 15.509½ preußische Tonnen Steinkohle gefördert. Im Jahr 1860 wurden mit 35 Bergleuten 3194 Tonnen Steinkohle gefördert. Im Jahr 1862 wurden mit 39 Bergleuten 5473 Tonnen Steinkohle gefördert, dies war die höchste Förderung in der gesamten Bergwerksgeschichte. Im Jahr 1865 wurden mit 38 Bergleuten 4494 Tonnen Steinkohle gefördert. Die letzten Zahlen stammen aus dem Jahr 1868, mit sieben Bergleuten wurden 4026 Tonnen Steinkohle gefördert.

## Heutiger Zustand
Die aus dem so genannten Isabella-Stollen ausfließenden Grubenwässer, welcher das Werksgelände des früheren Opel-Werks I unterquert, dienen der Wasserversorgung der Gräfte von Haus Laer.